# Caputxí olivaci
El caputxí olivaci (Cebus olivaceus) és una espècie de mico de la família Cebidae que viu al Brasil, Guaiana, Guaiana Francesa, Surinam i Veneçuela.